# Phlyctenosis peyrierasi
Phlyctenosis peyrierasi là một loài bọ cánh cứng trong họ Cerambycidae.